# Kanton Vandœuvre-lès-Nancy-Est
Kanton Vandœuvre-lès-Nancy-Est (fr. Canton de Vandœuvre-lès-Nancy-Est) byl francouzský kanton v departementu Meurthe-et-Moselle v regionu Lotrinsko. Tvořila ho pouze východní část města Vandœuvre-lès-Nancy. Zrušen byl po reformě kantonů 2014.